# Medlice

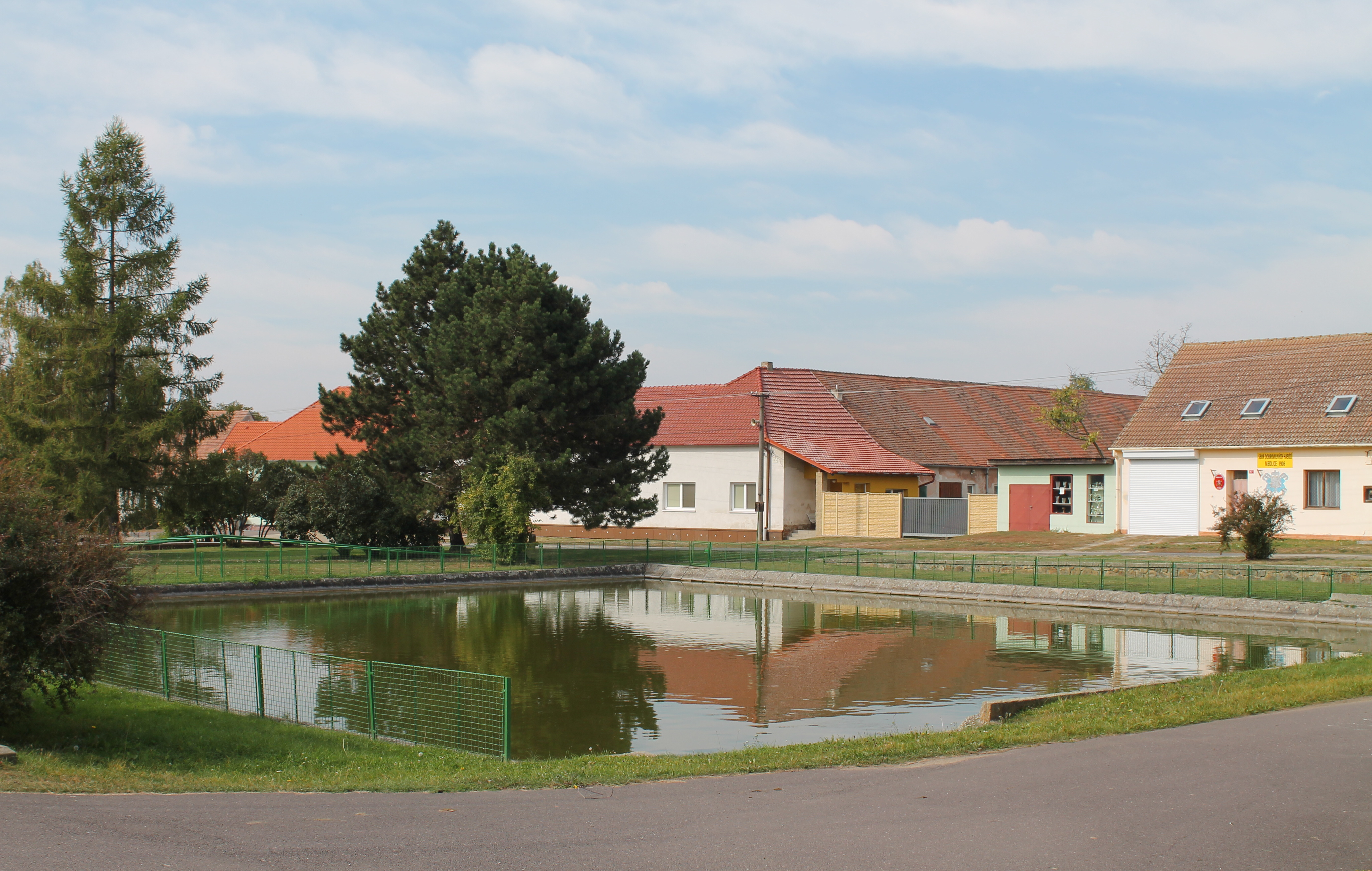
Dorfplatz

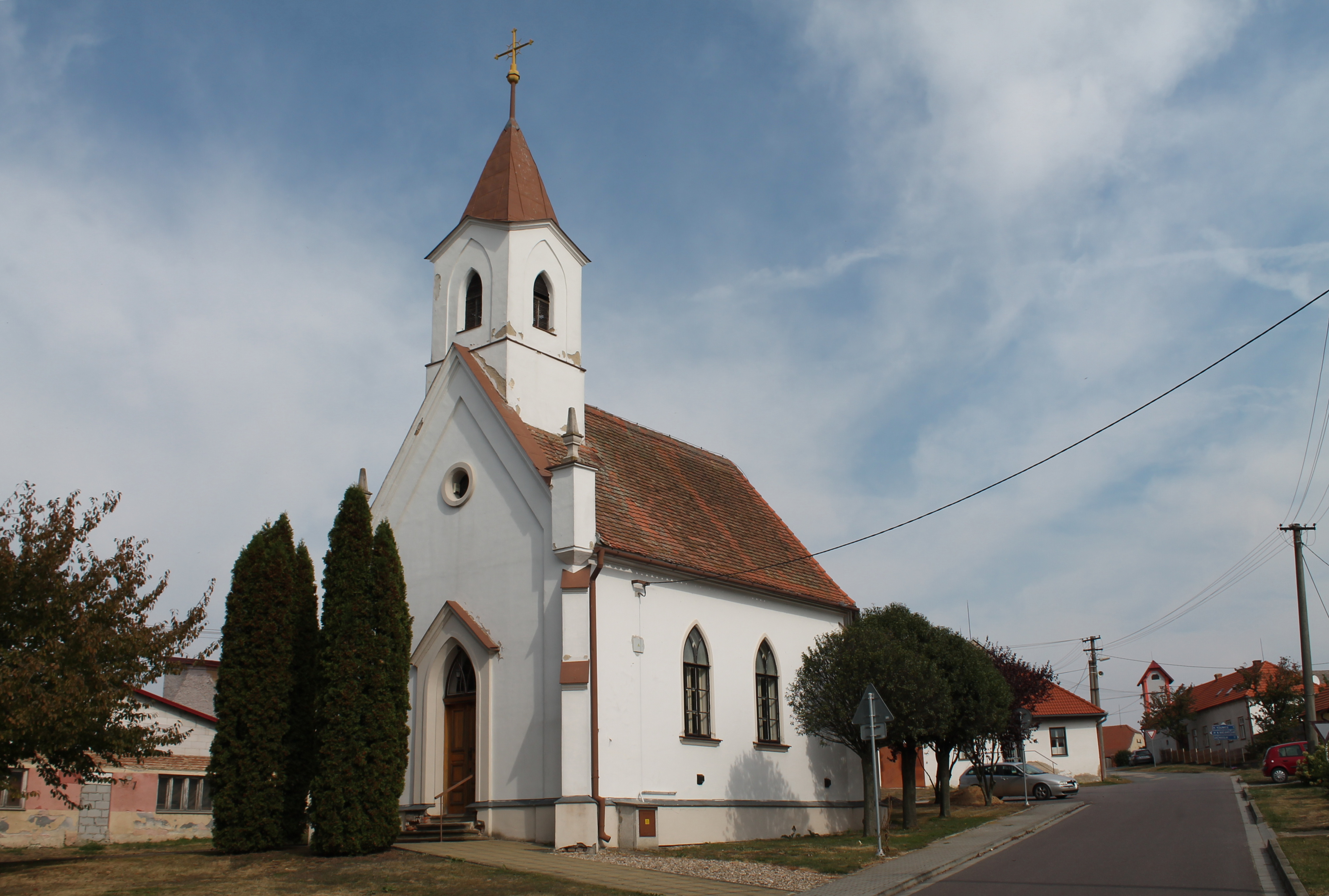
Kapelle der hll. Kyrill und Method

Medlice (deutsch Medlitz) ist eine Gemeinde in Tschechien. Sie liegt 15 Kilometer südwestlich von Moravský Krumlov und gehört zum Okres Znojmo.

## Geographie
Medlice befindet sich linksseitig über dem Tal des Baches Přeskačský potok in der Jevišovická pahorkatina (Jaispitzer Hügelland). Nordöstlich entspringt die Skalička. Durch den Ort verläuft die Staatsstraße II/400 zwischen Hostěradice und Rozkoš. Am westlichen Ortsausgang von Medlice befindet sich der Friedhof.
Nachbarorte sind Tavíkovice, Šemíkovice und Kordula im Norden, Horní Kounice, Čermákovice und Vémyslice  im Nordosten, Karolín, Pustý Zámek und Džbánice im Osten, Trstěnice und Višňové im Südosten, Mlýnek, Tvořihráz, Výrovice und Mikulovice im Süden, Křepice und Stupešice im Südwesten, Ratišovice und Běhařovice im Westen sowie Újezd, Dobronice und Přeskače im Nordwesten.

## Geschichte
Archäologische Funde belegen eine frühzeitliche Besiedlung der Gegend; an der Straße nach Horní Kounice wurden mehrere Gräber der Aunjetitzer Kultur aus dem 17. Jahrhundert v. Chr. entdeckt.
Der Legende nach soll ca. zwei Kilometer östlich in der Flur Na Nových nivách zu Zeiten des Mährerreichs ein Dorf Medlánka gestanden sein, das während der Ungarneinfälle zerstört wurde. Nach dem Abzug der Magyaren sollen dessen Bewohner an neuer Stelle das Dorf Medlice gegründet haben.
Medlice wurde als Längsangerdorf angelegt. Die erste urkundliche Erwähnung des Dorfes erfolgte im Jahre 1273 als Sitz des Vladiken Ludwig von Medlice, der bis 1285 nachweislich ist. 1348 verkauften die Brüder Jaroslaw und Drslaw von Medlice die Weinberge in Medlice an Heinrich von Niemc. Später erwarben die Herren von Kunstadt und Jevišovice das Gut. Während des Böhmisch-Ungarischen Krieges konfiszierte der ungarische König Matthias Corvinus bei seinem Einmarsch nach Mähren die Güter der hussitischen Herren Zajímač von Kunstadt. Im Jahre 1468 entschädigte er die Stadt Znaim für die von seinen Reitern in den Znaimer Weinbergen und Feldern verursachten Schäden mit mehreren, von nichtkatholischen Besitzern eingezogenen Gütern, darunter auch Medlice. Wenig später erwarb Heinrich von Neuhaus das Gut Medlice. Dieser versicherte das Gut Medlice einschließlich Čermákovice sowie je zwei Meierhöfen und Mühlen im Jahre 1498 landtäflisch den Brüdern Ulrich, Heinrich, Wenzel und Linhart Zahradecky von Zahradek, die es sogleich Johann Krabitz von Weitmühl auf Žerotice überließen. Letzterer übereignete 1506 die Güter Medlice und Horní Kounice an Anna von Kamenahora. Sie verkaufte das Gut Medlice zusammen mit einem öden Weinberg im Spanitzer Gebirg 1517 an Sebastian von Weitmühl, der Medlice im Jahre 1526 an Johann von Pernstein veräußerte. Zum Ende des 16. Jahrhunderts erwarben die Herren Wyšnowsky von Petrowec einen Anteil von Medlice und schlugen ihn ihrer Herrschaft Wischenau zu. Barbara Wyšnowska von Petrowec verkaufte 1589 ihre Hälfte an der Feste Wischenau mit dem Hof, dem Städtchen und dem Dorf Wischenau mit einem Weinberg sowie einem Anteil von Medlice an Wolf Koňaš von Wydří. Ab 1609 gehörte die Herrschaft Wischenau dem mährischen Unterkämmerer Heinrich Zahradecky von Zahradek. Sein Nachfolger Karl Zahradecky von Zahradek verkaufte die Herrschaft Wischenau 1629 für 54.000 Mährische Gulden an Alexander Elbogner von Unterschönfeld. Zu dieser Zeit gehörte Medlice bereits gänzlich zu Wischenau. Zum Ende des Dreißigjährigen Krieges war Medlice 1645 für ein halbes Jahr von schwedischen Truppen besetzt; vor den Drangsalen versteckten sich die Bewohner des Dorfes in unterirdischen Gängen. 1667 erwarben die Herren von Selb die Herrschaft Wischenau vom überschuldeten Ludwig Elbogner. Im Jahre 1765 war die Familie von Selb ebenfalls so verschuldet, dass die Herrschaft zur Versteigerung gelangte. Käufer war Johann Paul von Buol-Wischenau, ein Schwiegersohn des verstorbenen Johann Anton von Selb. 1793 kaufte Rudolph Graf Taaffe die Herrschaft von dessen Erben. Zwischen 1805 und 1809 zogen mehrmals französische Truppen durch das Dorf. 1830 erbte Rudolfs Sohn Ludwig Graf Taaffe die Herrschaft Wischenau. 1836 verkaufte er sie an Kaspar Philipp Spiegel zum Diesenberg-Hanxleden, der die Herrschaft 1837 seinem minderjährigen Sohn Ferdinand vererbte.
Im Jahre 1834 bestand das Dorf Medlitz bzw. Medlice aus 38 Häusern mit 233 mährischsprachigen Einwohnern. Im Ort gab es eine exkurrende Schule von Ober Kaunitz, einen herrschaftlichen Meierhof mit Beamtenwohnung sowie ein Jägerhaus mit Schank- und Einkehrhaus. Pfarrort war Ober Kaunitz, Amtsort Wischenau. Bis zur Mitte des 19. Jahrhunderts blieb Medlitz der Allodialherrschaft Wischenau untertänig.
Nach der Aufhebung der Patrimonialherrschaften bildete Medlice / Medlitz ab 1849 eine Gemeinde im Gerichtsbezirk Kromau. Während des Deutschen Krieges zogen 1866 Truppen beider Kriegsparteien durch Medlice und requirierten Rinder, Kartoffeln und Hafer. 1868 wurde die Gemeinde Teil des Bezirkes Kromau. Nach dem Ersten Weltkrieg zerfiel der Vielvölkerstaat Österreich-Ungarn, Medlice wurde 1918 Teil der neu gebildeten Tschechoslowakischen Republik. In der einklassigen Volksschule wurden nach dem Ende des Zweiten Weltkrieges 37 Kinder unterrichtet, die Zahl der Schüler blieb bis 1960 etwa konstant. Im Zuge der Aufhebung des Okres Moravský Krumlov wurde Medlice 1961 dem Okres Znojmo zugeordnet. 1969 war die Zahl der Schüler auf 17 gesunken. Mit der Pensionierung des langjährigen Schuldirektors Ferdinand Koubek wurde die Schule 1977 geschlossen und die Kinder nach Višňové umgeschult.
Wein wird heute auf den Fluren der Gemeinde keiner mehr angebaut.

## Sehenswürdigkeiten
- Kapelle der hll. Kyrill und Method, auf dem Dorfanger
- Gedenkstein für die Gefallenen des Ersten Weltkrieges
- Franzosengräber an den Straßen nach Přeskače und Horní Kounice, aus der Zeit zwischen 1805 und 1809